# 2,2,2-tricloro-1,1-etandiolo
Il 2,2,2-tricloro-1,1-etandiolo (o idrato di tricloroacetaldeide o idrato di cloralio) è un composto chimico avente formula C2H3Cl3O2. Talvolta viene confuso con il cloralio (o tricloroacetaldeide), che ha invece formula C2HCl3O.
Comunemente usato, il termine "idrato di cloralio", 2,2,2-tricloro-1,1-etandiolo nonostante non ci sia modo di disidratarlo per tornare al cloralio. Il termine fa riferimento al fatto che l'idrato di cloralio si prepara per reazione di idratazione del cloralio.

## Caratteristiche strutturali e fisiche
A temperatura ambiente l'idrato di cloralio si presenta come un solido cristallino, biancastro, dall'odore aromatico, penetrante e pungente. 
Tende a volatilizzarsi lentamente se viene esposto all'aria (pertanto deve essere conservato in contenitori ermetici) e fonde a circa 55 °C. Risulta solubile in rapporto 0,25:1 in acqua, 1:1,5 in etere. Estremamente solubile in olio d'oliva. È un composto tossico e irritante.

## Storia
L'idrato di cloralio è stato uno dei primi ipnotici usati per l'induzione del sonno: veniva infatti somministrato circa 30 minuti prima di coricarsi e dopo circa un'ora faceva cadere in un sonno profondo. Il suo uso come ipnotico risale al 1869.
Come tutti i barbiturici e le droghe "ipnotizzanti" (es. cloralio puro, laudano, oppio puro) è stato largamente usato dalla comunità di scrittori e artisti appartenenti al XIX secolo come ad esempio Dante Gabriel Rossetti, che ne è stato dipendente fino alla sua morte nel 1882, oppure da Oscar Wilde e Friedrich Nietzsche come sonnifero.

## Produzione
L'idrato di cloralio viene prodotto facendo reagire il cloralio con acqua.

## Applicazioni
In miscela con acqua distillata, gomma arabica e glicerina, forma un composto noto in italiano come "miele di Berlese", meglio conosciuto all'estero come "Hoyer's medium", che si usa normalmente per osservazioni al microscopio e fissaggio di microorganismi acquatici. Altro nome di questa miscela è "Liquido del Faure" .

## Usi in medicina
Prima della sintesi dei barbiturici veniva usato come farmaco ipnotico, ora però il suo utilizzo come farmaco è molto limitato.

### Farmacodinamica
Gli effetti dell'idrato di cloralio sono sostanzialmente dovuti alla sua biotrasformazione in vivo nel metabolita tricloroetanolo. Quest'ultimo composto esercita le sue proprietà farmacologiche agendo sul complesso del recettore del GABA. In ciò il composto si comporta similmente alle benzodiazepine ed ai barbiturici. La molecola può comportare assuefazione e il suo uso cronico è noto possa comportare l'insorgenza di sintomi di dipendenza, così come una brusca interruzione nell'assunzione determina l'insorgenza di una sindrome astinenziale. L'idrato di cloralio può potenziare l'azione di sostanze anticoagulanti e si ritiene sia debolmente mutageno in vitro e in vivo e potenzialmente carcinogeno.

### Farmacocinetica
L'idrato di cloralio a seguito di somministrazione orale viene rapidamente assorbito dal tratto gastrointestinale. La sua azione inizia a distanza di circa 30 minuti dall'assunzione. Il farmaco si distribuisce con facilità nei diversi tessuti biologici. Nell'organismo, particolarmente nel fegato, negli eritrociti viene metabolizzato a tricloroetanolo e acido tricloroacetico.
Il tricloroetanolo è dotato di attività farmacologica: questo metabolita oltrepassa la barriera ematoencefalica, quella placentare, e può essere secreto nel latte materno. L'eliminazione dall'organismo avviene attraverso l'emuntorio renale e, per una quota minore, tramite la bile.
L'emivita della molecola e del principale metabolita attivo si aggira tra le 7 e le 11 ore, ma in età pediatrica, particolarmente nel neonato, può essere decisamente più lunga. L'acido tricloroacetico ha invece un'emivita di diversi giorni.

### Usi clinici
Il farmaco è un ipnotico e sedativo con proprietà simili a quelli dei barbiturici. Trova indicazione nel trattamento a breve termine dell'insonnia ed è stato utilizzato anche come sedativo per la premedicazione.
Nel passato ha trovato ampia applicazione nella sedazione di bambini che dovevano essere sottoposti a procedure diagnostiche invasive o piccoli interventi chirurgici, anche dentali.

### Effetti collaterali e indesiderati
Durante il trattamento l'evento avverso più frequente consiste certamente nella gastrite (dovuta all'azione irritante gastrica) che si manifesta come epigastralgia, distensione e dolore addominale spesso associati a flatulenza. In casi di intossicazione è stata registrata anche una necrosi gastrica.
Frequenti anche i disturbi neurologici, quali sonnolenza, sensazione di stordimento diurna (effetto "sbornia"), cefalea, atassia, agitazione psicomotoria ed eccitazione paradossa, allucinazioni, incubi, stato di confusione mentale. È possibile che si verifichino convulsioni.

Ulteriori effetti avversi possono coinvolgere il sistema epatobiliare e consistono in rialzo delle transaminasi (AST e ALT), iperbilirubinemia con ittero ed epatite acuta.

Sono state segnalate anche aritmie cardiache e reazioni da ipersensibilità comprendenti rash cutaneo, eritema multiforme e sindrome di Stevens-Johnson.

### Dosi terapeutiche
Il composto veniva utilizzato per os come un liquido orale o in capsule di gelatina. Ne era stato testato l'utilizzo anche nella forma di supposte e di clistere. Non deve essere somministrato in compresse in quanto estremamente irritante e con concreta possibilità di danneggiare la mucosa del tratto alimentare.
Negli adulti il dosaggio ipnotico abituale consiste nell'assunzione per via orale di 0,5-2 g, in singola dose serale.
Al fine di ottenere effetti sedativi possono invece essere somministrati 250 mg, sempre per os, tre volte al giorno.
La dose massima giornaliera è pari a 2 g.
Nei bambini di età compresa tra 1 mese e i 12 anni veniva consigliata l'assunzione, per via orale, di un dosaggio variabile tra i 30 e i 50 mg/kg peso corporeo, evitando di superare il dosaggio massimo di 1 g.
Il composto, indipendentemente dalla forma farmaceutica assunta per via orale, deve essere ben diluito con abbondanti liquidi (in genere acqua o latte).

### Dipendenza, tolleranza e sindrome astinenziale
L'idrato di cloralio è una sostanza che con relativa facilità crea dipendenza in coloro che l'assumono, in particolare in soggetti alcolizzati, i quali vi ricorrevano per ripristinare il normale ciclo di veglia e di sonno. Molto spesso al fattore dipendenza si affiancava il fenomeno della tolleranza, ovvero una riduzione dell'intensità dell'effetto farmacologico a seguito di ripetute assunzioni. Ne conseguiva la necessità di un continuo e graduale aumento dei dosaggi per ottenere la risposta terapeutica ricercata (l'ipnosi o la sedazione). Le caratteristiche della dipendenza e dell'astinenza non differiscono in modo sostanziale da quelle proprie ad altre molecole, ad esempio i barbiturici.

## Citazioni in letteratura
L'idrato di cloralio è citato:
- nel romanzo Le lacrime di Nietzsche di Irvin G. Yalom (Nietzsche lo utilizza nel trattamento dell'emicrania ed è utilizzato anche dal dott. Breuer come sonnifero);
- nel romanzo Il socio di John Grisham (Libby lo somministra ad Avery, sciogliendolo nel suo bicchiere di scotch e acqua per farlo dormire profondamente per diverse ore);
- nel romanzo L'ex-avvocato di John Grisham (Malcom Bannister, alias Max Baldwin, lo somministra a Nathan Cooley mescolandolo alla birra)
- nel romanzo Postmortem di Patricia Cornwell (il sergente di polizia Marino ne parla alla dottoressa Scarpetta a proposito dell'utilizzo della sostanza da parte di stupratori).
- viene usato nel film A 007, dalla Russia con amore per addormentare la Romanova.
- nel romanzo L.A. Confidential di James Ellroy (il sergente di polizia Jack Vincennes lo somministra al procuratore distrettuale Bill McPherson prima di trasportarlo in un motel e farlo trovare alla stampa in compagnia di una minorenne di colore)
- nel romanzo Dieci piccoli indiani di Agatha Christie l'assassino lo usa per uccidere la moglie del maggiordomo Rogers.
- nel romanzo Dracula di Bram Stoker. Il dottor Seward vuole utilizzarlo come sonnifero.
- nel romanzo  Cuore infermo di Matilde Serao Lalla D'Aragona lo utilizza per un "feroce attacco nevralgico".
- nel saggio Allucinazioni di Oliver Sacks, l'autore racconta come lo utilizzasse contro l'insonnia causata dalle anfetamine.
- nella serie televisiva Dr.House ep. 22 "Un uomo solo" della prima stagione. Il Dottor Gregory House lo usa per narcotizzare il marito della sua ex per poterlo visitare (e per divertirsi nel farlo svenire sul tavolino di un ristorante ovviamente).